# نیکولای کیشنر
نیکولای کیشنر (روسی: Николай Матвеевич Кижнер؛ – ) یک دانشمند در زمینه شیمی اهل روسیه بود. 